# Monumento al genocidio de Jóyali (Bakú)
Grito de madre en azerí: Ana Harayi — monumento levantado a las víctimas del Masacre de Jóyali, cometido del 25 al 26 de febrero de 1992 por las fuerzas armadas armenias contra los habitantes de la ciudad de Jóyali, ubicada en la capital de Bakú, Azerbaiyán, cerca de la estación del metro Shah Ismail Khatai. Los autores del monumento son Aslan, Mahmud y Teymur Rustamovs. Cada año el presidente de Azerbaiyán y miles de residentes de Bakú visitan el monumento en el aniversario de la tragedia.

## Historia
En 1993, después de la tragedia en Khojaly, en el lugar donde hoy se encuentra el monumento, se instaló el monumento de una madre joven con un niño muerto en sus brazos. No se asignaron fondos del presupuesto estatal para la construcción del monumento, cuyo autor era Elchin Mukhtarov. El monumento fue construido con auxilio financiero de personas patriotas.
En 2008, el Poder Ejecutivo del distrito de Khatai decidió reemplazar el monumento existente con un monumento más grande y, para ello, recurrieron a Aslan, Mahmud y Teymur Rustamovs para la construcción de una nueva estatua. Así, una familia de escultores se involucró en el trabajo de la reconstrucción del monumento.
Uno de los autores del monumento Teymur Rustamov dijo: "Era necesario describir todo el horror y la tragedia de la noche de Jóyali en una composición. La mujer con su niño muerto en los brazos jugó un papel clave en ella". Otro creador del monumento Mahmud Rustamov indicó que:

Cuando recibimos la orden del Poder Ejecutivo del distrito de Khatai comprendimos lo difícil y responsable que era el trabajo. Mi padre Aslan Rustamov, mi hermano Teymur y yo, hemos preparado varios bocetos. Después de muchas discusiones, uno de ellos fue aceptado y comenzamos a trabajar en ello. Por supuesto, no fue fácil crearlo. Las imágenes que reflejan la tragedia quebraron nuestros corazones. No era facil ver la mayoría. Es un gran dolor, una historia muy trágica.

No hubo muchos cambios importantes en el contenido del complejo de monumentos. En ambas esculturas la madre llevaba su hijo asesinado en sus manos. Sin embargo, en la primera la madre sostiene el niño sobre su cabeza, en el segundo en sus brazos. El 26 de febrero de 2008 fue la inauguración del nuevo monumento.

## Descripción del monumento

### Primer monumento
En el primer monumento titulado “Grito de la madre”, que fue instalado en 1993, una mujer joven, que representaba a todas las mujeres de Jóyali, había alzado a su bebé, asesinado por las fuerzas armenias, por encima de su cabeza. En esta apariencia está reflejado el dolor, la pena y la acusación. Como si fuera la representante de todas las mujeres de Jóyali, que vivieron el mismo destino, está acusando a todo el mundo y requiere una respuesta de ellos.
En el monumento levantado en 1993 la madre esta descrita en movimiento, como las mujeres de Jóyali que escaparon de las fuerzas armadas de Armenia.
La vestimenta de la madre muestra el hecho de que las mujeres de Jóyali pasaron un camino lleno de sufrimientos y dolor, por bosques y ríos en una noche fría y nevada. En este monumento la mujer está descalza.

### Segundo monumento
El monumento está hecho de bronce y granito negro. La altura total del monumento junto con el pedestal es de 8,6 m, la altura de la escultura es de 3,2 m. El monumento muestra a una madre que fue obligada a salir corriendo de la casa en un camisón y con un niño muerto en sus brazos, que presiona hacia su corazón. En el trabajo también se utilizaron fotografías tomadas por el periodista azerbaiyano Chingiz Mustafayev.
Los bajorrelieves del pedestal representan a mujeres, niños, ancianos que murieron durante la masacre, así como al propio Chingiz Mustafayev, inclinado sobre el cuerpo de un niño muerto con una cámara en sus manos. Y en la parte inferior del pedestal hay datos sobre las víctimas y listas grabadas con los nombres de las víctimas.